# Legis Volumni
Legis Volumni (łac. Diocesis Legis Volumnensis) – stolica historycznej diecezji we Cesarstwie rzymskim w prowincji Numidia zlikwidowana w VII w. podczas ekspansji islamskiej, współcześnie w północnej Algierii. Obecnie katolickie biskupstwo tytularne. 

## Biskupi tytularni
| Lp. | Biskup                    | Funkcja                              | Od              | Do          |
| --- | ------------------------- | ------------------------------------ | --------------- | ----------- |
| 1   | Francis Paul McHugh       | biskup-prałat Itacoatiary (Brazylia) | 4 sierpnia 1967 | 6 maja 2003 |
| 2   | Juan Tomás Oliver Climent | wikariusz apostolski Requeny (Peru)  | 27 lutego 2004  |             |